# 沃巴尔陨石坑
21°30′19″N 50°28′27″E / 21.50528°N 50.47417°E

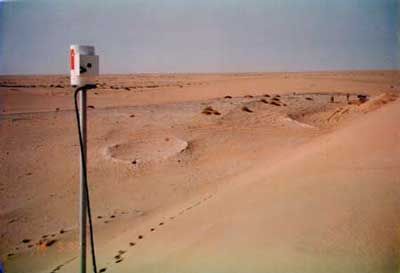
沃巴爾隕石坑組中的其中兩個。

沃巴尔陨石坑（Wabar craters）是1932年時任職於英國殖民地部的學者聖約翰·費爾比在沙特阿拉伯鲁卜哈利沙漠尋找傳說中的沃巴尔時发现的一组陨石坑。

## 對沃巴爾隕石坑的調查

### 1932年費爾比

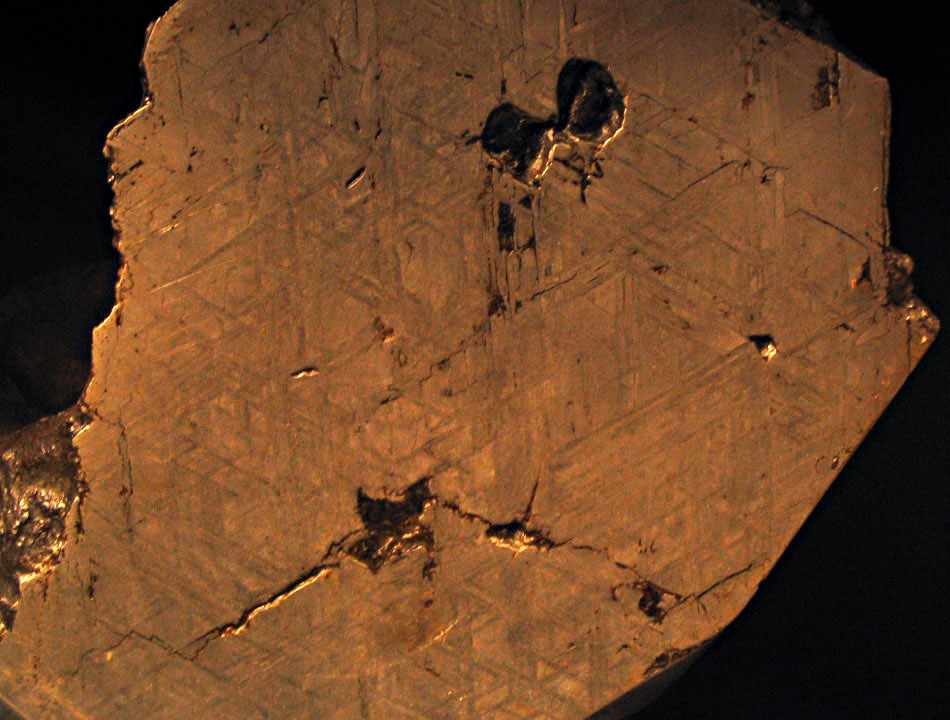
沃巴尔陨石坑的魏德曼花紋标本

沙烏地阿拉伯南部區域為鲁卜哈利沙漠所覆蓋，是地球上最荒涼地區之一。1932年時，聖約翰·費爾比對古蘭經中因為違抗先知呼德而被上帝破壞的城市沃巴尔（Wabar）進行探險 。
費爾比在之前得知貝都因人的傳說中有一個古代遺址「Al Hadida」 （阿拉伯語，「產鐵之地」），在當地傳說曾經發現一塊體積相當於駱駝的鐵塊，因此費爾比組織探險對前往調查。在經過一個月通過荒漠，甚至有駱駝死亡的艱困旅程後，費爾比於1932年2月2日到達了散落著白色砂岩、黑色玻璃與鐵隕石的0.5平方公里區域。費爾比確認了部分區域被沙覆蓋的兩個巨大圓形陷落區，並且其他三個地表特徵可能是「被覆蓋的隕石坑」。他繪製的地圖也標明了因為發現巨大鐵塊而聞名的區域。費爾比認為該區域是火山，並且帶了該地一塊岩石樣本回到英國。之後大英博物館的倫納德·詹姆士·史賓塞判定該樣本為隕石。而費爾比在他的文章中寫下：
在鲁卜哈利沙漠中有一座火山！就在我的下方，我呆若木雞地站在山頂上，下方是兩個連在一起的隕石坑。而隕石坑的坑壁在周圍沙地中聳立，就像巨大城堡上的城垛和堡壘。這兩個隕石坑的直徑大約分別是100和50碼，中間是凹陷的，但有一半區域已被沙掩蓋。而在坑壁內側和外側有著在我看來像是從火爐中流出的熔岩遺跡。進一步檢視發現附近還有三個類似的隕石坑，雖然這三個隕石坑已被沙掩蓋，只有帶有燻黑渣狀物的圓形邊緣仍可辨識 。
在費爾比從隕石坑帶回25磅鐵塊樣本中含鐵、灰狀物質和石英玻璃。分析顯示樣本含有90%的鐵和5%的鎳，以及銅、鈷、和不尋常高含量的銥（6 ppm）。銥這種親鐵元素的發現顯示當地是隕石撞擊區域。

### 1937年 Aramco
1937年，任職於沙特阿拉伯国家石油公司（Aramco）的地質學家 T. F. Harriss 和 Walton Hoag Jr. 也調查了沃巴爾隕石坑。但兩人跟費爾比一樣無法找到大塊鐵存在的區域。

### 1966年國家地理雜誌和 Aramco
1966年有報告指出沃巴爾隕石坑的沙丘移動，並且巨大鐵塊再次可見。因此《國家地理雜誌》的記者托马斯·阿伯克龙比前往當地並發現了大塊隕石。他寫下：「傳說已經成為現實。曾經在沙烏地阿拉伯找到的最大鐵隕石如今就在我們腳下……它的形狀看起來像個碟子，直徑約4英呎，中心厚度約2英呎。從它的幾何形狀推估它的重量大約是2.5噸」
之後在1966年10月，由沙特阿拉伯国家石油公司員工 James Mandaville 帶領的調查隊攜帶了重型起重設備到達鐵隕石發現地，並發現了兩塊巨大的隕石。最大的一塊重量2045公斤，它的頂端有凹陷且不平整，其中一端直徑約1公尺；而該隕石像子彈一樣落入大氣層時形成圓錐狀並嵌入沙中，而隕石頂部曾被沙覆蓋。研究人員在最大的隕石發現地拍照，再用推土機將隕石翻轉後送上拖車，與另一顆較小的隕石一起送往宰赫兰。

### 1982年 Aramco
Mandaville 在1966年的調查後又到過沃巴爾隕石坑2次。他在1982年最後一次調查該隕石坑時記錄了沙漠的風和沙丘系統的合成運動正在覆蓋隕石坑，他寫下：「16年前（1966年）有三分之二的撞擊坑環被覆蓋，現在則剩不到四分之一的部分露出地表」。

### 1994-5年扎希德公司
1994和1995年間札希德牽引機公司資助了沃巴爾隕石坑的三個探險隊。美國地質調查局科學家傑弗里·維恩曾參加這三次探險。天文學家、行星地質學家尤金·舒梅克則至少參加了一次。這三個探險隊使用現代越野車進入無人區探險，但使用現代科技進行探險仍相當困難。除了當地環境嚴苛以外，沃巴爾隕石坑位於一個巨大沙丘之中，並無固定的地標，難以搜尋。

## 位置
沃巴爾隕石坑的範圍約500到1000公尺，最近的測繪結果顯示有三個大致呈圓形的明顯撞擊坑存在。1932年時費爾比的報告稱有5個撞擊坑，最大的兩個直徑分別是116和64公尺。扎希德公司資助的第二次探險則確認了11公尺的撞擊坑存在，而它可能是費爾比描述的另外3個撞擊坑的其中一個。這三個撞擊坑都位於撞擊時的震波影響當地砂礫形成的半球形環狀區域之下，並且幾乎被砂掩蓋。
這個區域的部分表面有著"Insta-Rock"或"撞擊石"，漂白的白色、看似粗層流砂岩和佈滿黑色玻璃礦渣和小顆粒。撞擊石的特徵是一種被稱為"柯矽石"的產物，顯然是石英受到撞擊事後形成的。撞擊受限於當地的砂石，並未貫穿到基岩，使它成為很有研究價值的地點。
由於這個區域沒有鐵礦，存在於現場的鐵碎片指出是隕石的撞擊。埋在沙地的鐵碎裂成有如拳頭大小，有著光滑的表面，在表面的碎片有著噴砂的形式。在1966年重返沃巴爾探測，尋獲傳說中最大，種2.2噸的碎片。這個碎片被稱為"駝峰"，在被移至新沙烏地阿拉伯國家博物館入口大廳最顯著的位置之前，一直都展示在利雅德的沙特國王大學。
在坑穴附近的砂子都變成黑色的玻璃，玻璃的小球散布在整個地區，由於風的篩選，離坑穴越遠的球粒顆粒越小。這些玻璃的90%是當地的沙子，10%是隕石的鐵和鎳。
撞擊地區的輪廓顯示物體已很淺的角度進入，以隕石的點速度，40,000至60,000公里的時速移動，其總質量超過3,500噸。淺的角度使物體受到的空氣阻力較陡峭的角度更大，使它在撞擊地面之前至少分裂成四塊。最大的一塊撞擊時產生的爆炸威力相當於將廣島夷為平地的原子彈。

## 撞擊時間測定
Storzer（1965年）以分裂痕跡定年法分析玻璃碎片顯示沃巴爾隕石坑已有數千年，但是自1932年菲爾比訪問這個隕石坑以來，玻璃的脆弱和大量的填充物暗示它們的起源應該近得多。普萊斯考特等人（2004）使用熱發光定年建議撞擊少於250年。這符合菲爾比以”季空”為標題的報告書（1933），在1863年或1891年有一個火球掠過利雅德東南上空。這個火球的碎片從Umm al-Hadidah綿延到沃巴爾西北方25公里，碎片為類型III的八面體隕鐵。此外，在1995年完成對應（永利和舒馬克，發表在1995年的月球與行星科學通訊，和1998年11月的《科學美國人》雜誌），表明是"Insta-Rock"不對稱的分布，粗層流沙岩受到衝擊震波的影響，在下方（東南方）形成三個主要的撞擊坑。

### 來源文獻
- H. St John Philby. . The Geographical Journal. January 1933, 81 (1).

## 外部連結
- US Geological Survey report. Jeff Wynn and Gene Shoemaker （页面存档备份，存于）
- The large meteorite fragment (The Camel's Hump') before its removal from the site. Photograph taken by James Mandaville, 1966
- One of the large Wabar craters. Photograph taken by James Mandaville, 1966
- Description of a piece from the meteor. （页面存档备份，存于）
- Wynn expeditions （页面存档备份，存于）
- Photographs （页面存档备份，存于）
- Information and aerial photograph of one of the craters.  Scroll 1/4 of way down page